# Arietellus aculeatus
Arietellus aculeatus is een eenoogkreeftjessoort uit de familie van de Arietellidae. De wetenschappelijke naam van de soort is voor het eerst geldig gepubliceerd in 1894 door Scott T..